# Província d'Alajuela
La província d'Alajuela és una divisió administrativa de Costa Rica que limita al nord amb Nicaragua, al sud amb la Província de San José, a l'oest amb la Província de Guanacaste, i al sud-oest amb la Província de Puntarenas. Aquesta província és l'indret de naixement dels presidents de Costa Rica José Figueres Ferrer i Julio Acosta García. Es divideix administrativament en 15 cantons (capital):
1. Cantó d'Alajuela (Alajuela)
2. Cantó d'Alfaro Ruiz (Zarcero)
3. Cantó d'Atenas (Atenas)
4. Cantó de Grecia (Grecia)
5. Cantó de Guatuso (San Rafael)
6. Cantó de Los Chiles (Los Chiles)
7. Cantó de Naranjo (Naranjo)
8. Cantó d'Orotina (Orotina)
9. Cantó de Palmares (Palmares)
10. Cantó de Poás (San Pedro)
11. Cantó de San Carlos (Ciudad Quesada)
12. Cantó de San Mateo (San Mateo)
13. Cantó de San Ramón (San Ramón)
14. Cantó d'Upala (Upala)
15. Cantó de Valverde (Sarchí)